# Нерсес (Позапалян)
Архиепископ Нерсес (в миру Акоп Григорьевич Позапалян, арм. Հակոբ Պոզապալյանը; 1937, Киликия, провинция Кырыкхан — 27 июня 2009, Ереван) — епископ Армянской апостольской церкви

## Биография
В 1939 году его семья переехала в Бейрут, где он получил своё начальное образование в армянском колледже Нубарян, потом в армянской семинарии Антилиаса и в Центральном среднем колледже Бейрута.
В 1957 году его семья репатриировалась в Армению. Здесь он продолжил своё образование в Духовной семинарии Геворкян Первопрестольного Святого Эчмиадзина. В том же году архиепископом Айказуном (Абрамяном) был рукоположён в сан диакона.
В 1960 по 1961 Акоп Позапалян продолжил своё образование в Московской духовной академии Русской Православной Церкви, расположенной в Загорске.
В 1961 года католикосом Всех Армян Вазгеном I он был посвящён в сан иеромонаха и получил священническое имя Нерсес.
В 1962 году, после успешной защиты диссертации, получил сан архимандрита (Вардапет), а в 1965 году он получил звание старшего архимандрита (Цайрагуйн Вардапет).
С 1963 по 1965 учился в Англии, в Йоркшире, на кафедре Теологии в колледже Воскресения Христова. В то же время он принимал участие в летних курсах английской культуры и литературы Кембриджского университета. По возвращении из Англии, до 1969 года он работал деканом Духовной семинарии Геворкян Первопрестольного Святого Эчмиадзина.
С 1969 по 1970 учился в Экуменическом институте Боссэ в Женеве.
С 1969 по 1972 год он служил в качестве духовного пастыря армянской общины в Швейцарии.
С 1973 по 1982 служил в качестве предстоятеля епархии Англии, и в 1974 году Святейшим Вазгеном I был хиротонисан во епископа.
В 1977 году был награждён специальным Благодарственным письмом от английской королевы Елизаветы II.
По просьбе Вазгена I в 1982 году вернулся в Первопрестольный Святой Эчмиадзин и был назначен на должность канцлера Католикосата Всех армян.
В 1982 году он служил в качестве члена Исполнительного комитета библейского Общества Ближнего Востока.
В 1986 году католикосом Вазгеном I был возведён в сан архиепископа.
В 1999 году он был избран действительным членом Гуманитарной академии наук России.
4 июля 1999 года архиепископ Нерсес Позапалян был избран Местоблюстителем Первопрестольной Церкви Святого Эчмиадзина и организовал Католикоские выборы, которые прошли 27 октября 1999 года.

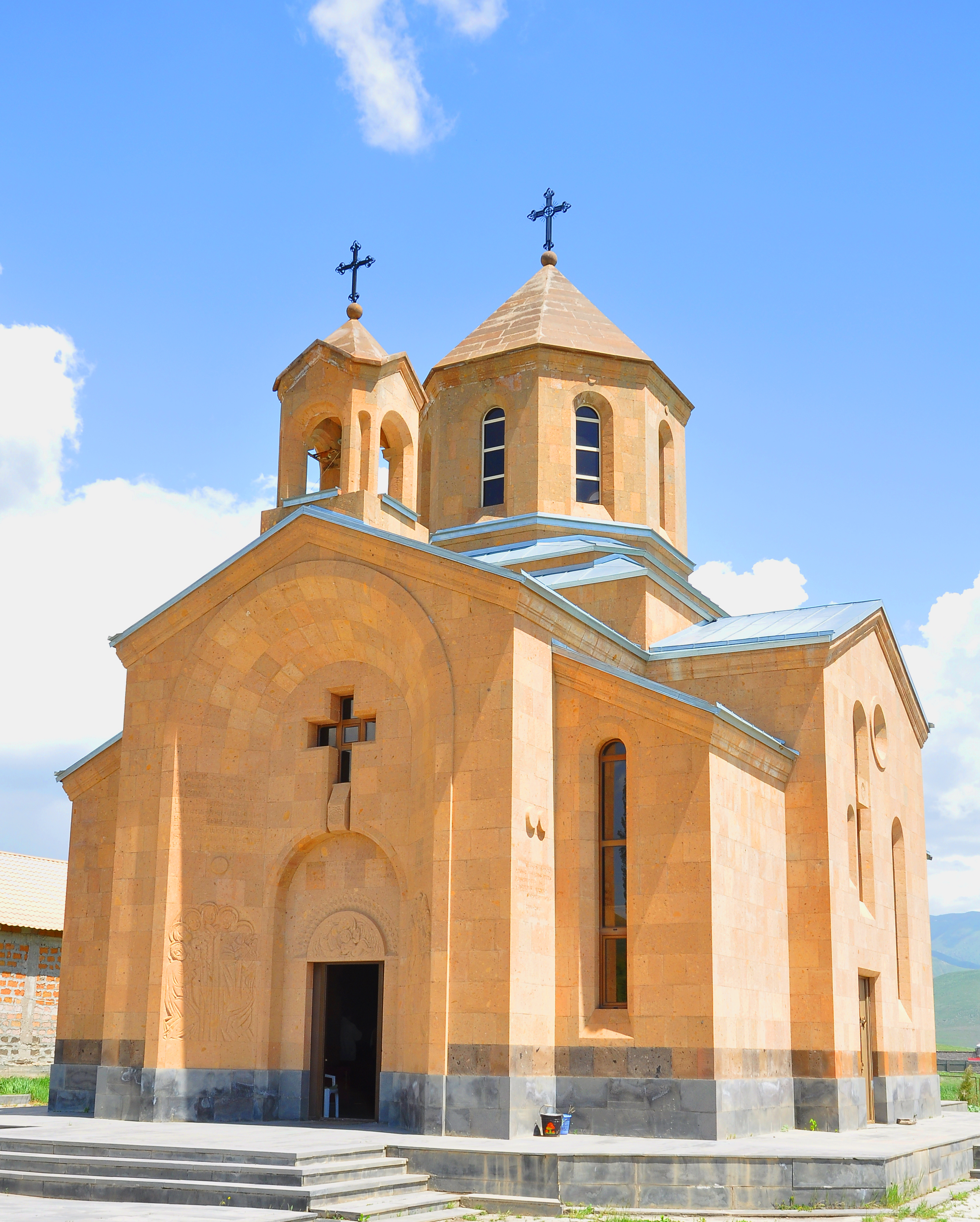
Церковь Святых Мучеников

Начиная с 2000 года, по случаю 40-летия со дня рукоположения в священство, архиепископ Нерсес Позапалян, в память своих родителей — Григора и Макруи Позапалян, спонсировал строительство церкви Святых Мучеников в селе Техеник. Храм был освящен в 2003 году. По этому случаю Католикосом Всех армян Гарегином II архиепископ Нерсес Позапалян был награждён орденом Святого Григория Просветителя.
Нерсес Позапалян опубликовал 10 книг стихов и проповедей. Он был преподавателем в Духовной семинарии Геворкян в Эчмиадзине, где читал лекции об Экуменизме, Национальную Конституцию, и «Пологению». Он также был членом центрального комитета Всемирного Совета Церквей Благотворительного Фонда Джинишян, и учредил Библейское общество Армении.
С 2000—2006 годов, Архиепископ Нерсес Позапалян служил директором Издательского отдела Первопрестольного Святого Эчмиадзина.
18 февраля 2009 года в результате разбойного нападения, был тяжело ранен. Нападение произошло в его доме Первопрестольного Святого Эчмиадзина. В состоянии комы он был госпитализирован в Медицинский Центр Наири. Архиепископ, до момента смерти, оставался под наблюдением Медицинского центра. Скончался 27 июня 2009 года.